# Día de Navarra

Bandera y escudo oficial de la Comunidad Foral de Navarra

La Ley Foral 18/1985, de 27 de septiembre, aprobada por el Parlamento de Navarra declaró como Día de Navarra el día 3 de diciembre, festividad de San Francisco Javier, disponiendo que el Gobierno de Navarra adopte las medidas necesarias para la celebración anual de dicha festividad y organice los actos pertinentes. Desde 1984, entre otros actos, se hace entrega el 3 de diciembre de la Medalla de Oro de Navarra en un acto institucional solemne. Con el impulso de esta ley, tanto el Gobierno de Navarra como el Parlamento de Navarra «no hicieron otra cosa que continuar una fiesta que era oficial en Navarra desde 1624 y que desde entonces se ha venido celebrando ininterrumpidamente.»

## Antecedentes históricos
Desde la proclamación de Francisco de Javier como beato (25 de octubre de 1619) el papa Paulo V autorizó que en Portugal se celebrara su fiesta al ser aquella la tierra donde estuvo evangelizando como tiene la Iglesia católica por costumbre. Por ello tuvieron que pedir las Cortes de Navarra permiso al papa para que también en Navarra se pudiera hacer lo mismo y, una vez concedido, la Diputación del Reino lo proclamara como patrono del viejo reino, entonces aún virreinato.
La celebración de esa fecha es mucho más antigua; la Diputación del Reino de Navarra adoptó como patrono a San Francisco Javier poco después de su canonización y lo juró solemnemente el 2 de agosto de 1622; las Cortes de Navarra ratificaron el juramento en 1624 y dispusieron que la Diputación acudiera todos los años a celebrar una misa solemne a la iglesia de la Compañía de Jesús en Pamplona. En 1657 el Papa Alejandro VII declaró como copatronos de Navarra a San Fermín y a San Francisco Javier y declaró ambas fiestas como de precepto. A partir de 1767 como consecuencia de la expulsión de los jesuitas la celebración tenía lugar en la Parroquia de San Saturnino de Pamplona. La Diputación Foral de Navarra constituida en 1836 acordó seguir con esa celebración, aunque a fines del siglo XIX se trasladó al último domingo de noviembre. A partir de 1916 volvió a celebrarse el propio día 3 de diciembre; como fiesta oficial dejó de celebrarse durante la II República, aunque la Diputación volvió a celebrarla desde 1935. En 1946 se traslada la misa oficial a la Catedral de Pamplona, y en 1979 a la Basílica del Castillo de Javier.

## Actividades del Día de Navarra
La Ley Foral 24/2003, con fecha de 4 de abril de 2003, también conocida como Ley de Símbolos de Navarra fue publicada en el Boletín Oficial de Navarra número 45 el 11 de abril siguiente. Expresamente se recoge, en varios de sus artículos diferentes actividades que deben celebrarse en ese día: 
Artículo 11. Homenaje a la bandera de Navarra y fomento de sus símbolos.
1. Todos los años, dentro de las actividades del Día de Navarra, se celebrará, promovido por las Instituciones de la Comunidad Foral de Navarra, un acto de homenaje a la bandera de Navarra, y se fomentará su uso mediante la convocatoria de concursos, exposiciones, audiciones, certámenes o competiciones de diversa índole.
2. Se fomentará el conocimiento y uso de los símbolos de Navarra mediante la realización de estudios e investigaciones y la convocatoria de concursos, exposiciones, audiciones, certámenes o competiciones de diversa índole. Las Instituciones de la Comunidad Foral de Navarra promoverán, igualmente, publicitar la imagen corporativa de los símbolos de Navarra en los medios de comunicación para sensibilizar a la ciudadanía en los valores de respeto a los signos de identidad de Navarra.
Artículo 12. Promoción de los símbolos de Navarra en el ámbito educativo.
1. Asimismo, todos los años, en las jornadas anteriores o posteriores al Día de Navarra, y coincidiendo con días hábiles de actividad académica, en todos los centros educativos, públicos y concertados, de enseñanza infantil, primaria, secundaria y universitaria, y bajo la responsabilidad de la dirección del centro y del personal docente, se celebrarán sencillos actos académicos y culturales sobre el tema del valor y del significado de la enseña de Navarra y de los otros signos identitarios navarros.
2. En dichas jornadas o actos se entregarán, gratuitamente, a los alumnos que lo demanden, reproducciones de la bandera, del escudo o del himno de Navarra. Estas reproducciones habrán sido facilitadas a cada centro, gratuitamente, por el Gobierno de Navarra a petición del centro o de su personal docente.
Artículo 13. Promoción de los símbolos en el ámbito local.
1. Coincidiendo con las jornadas próximas a la del Día de Navarra, se fomentará que los Ayuntamientos y Concejos promuevan la entrega gratuita de la bandera de Navarra, de su escudo o de su himno a los vecinos.
2. Se fomentará que, con motivo de las fiestas patronales de la localidad o de fechas festivas solemnes, los Alcaldes y Presidentes de Concejos puedan facilitar a la población material para engalanar fachadas y balcones con los símbolos identitarios de Navarra.

3. El Gobierno de Navarra proporcionará gratuitamente a los Alcaldes y Presidentes de Concejos ejemplares de banderas, escudos e himnos para dar cumplimiento a lo establecido en los apartados anteriores, así como para engalanar las vías y plazas públicas. El gasto que origine la provisión de banderas, así como el de escudos o del himno, se financiará con cargo a los Presupuestos Generales de Navarra.